# Denonville
Denonville ist eine französische Gemeinde mit 773 Einwohnern (Stand: 1. Januar 2022) im Département Eure-et-Loir in der Region Centre-Val de Loire (bis 2015 Centre). Die Gemeinde gehört zum Arrondissement Chartres und zum 2012 gegründeten Gemeindeverband Chartres Métropole. Die Einwohner werden Denonvillois genannt.
Zur Gemeinde gehören die Ortschaften Monvilliers und Adonville.

## Geografie
Denonville liegt im Norden der Landschaft Beauce, 26 Kilometer ostsüdöstlich von Chartres und etwa 70 Kilometer südöstlich von Paris. Umgeben wird Denonville von den Nachbargemeinden La Chapelle-d’Aunainville im Norden, Maisons im Osten und Nordosten, Morainville im Osten und Südosten, Ouarville im Süden, Santeuil im Westen und Südwesten sowie Saint-Léger-des-Aubées im Westen und Nordwesten.

## Bevölkerungsentwicklung
| Jahr                      | 1962 | 1968 | 1975 | 1982 | 1990 | 1999 | 2006 | 2013 |
| Einwohner                 | 348  | 344  | 349  | 374  | 607  | 672  | 805  | 746  |
| Quelle: Cassini und INSEE |      |      |      |      |      |      |      |      |

## Sehenswürdigkeiten
- Kirche Saint-Léger
- Schloss Denonville, seit 1976/2007 Monument historique

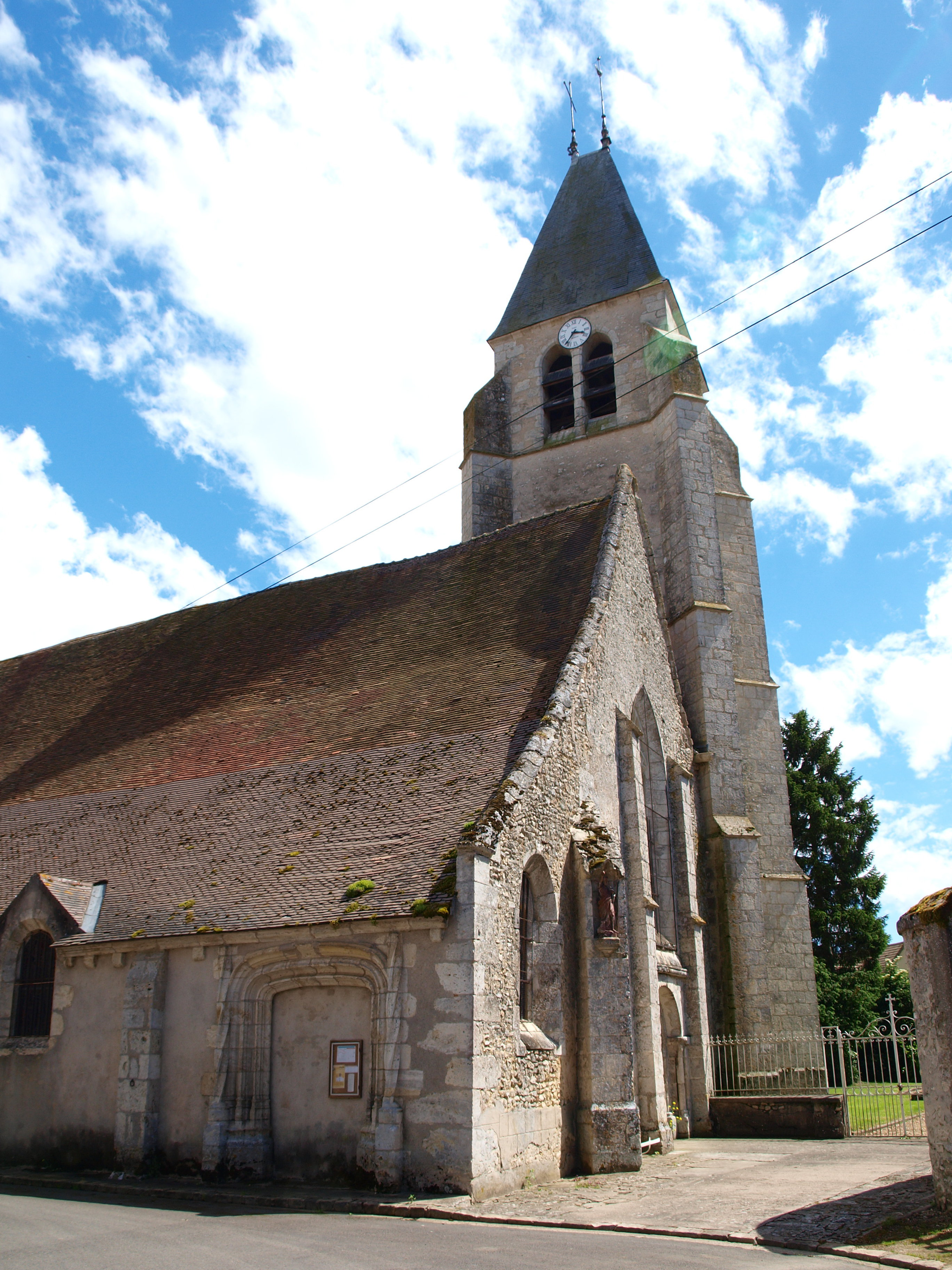
Kirche Saint-Léger
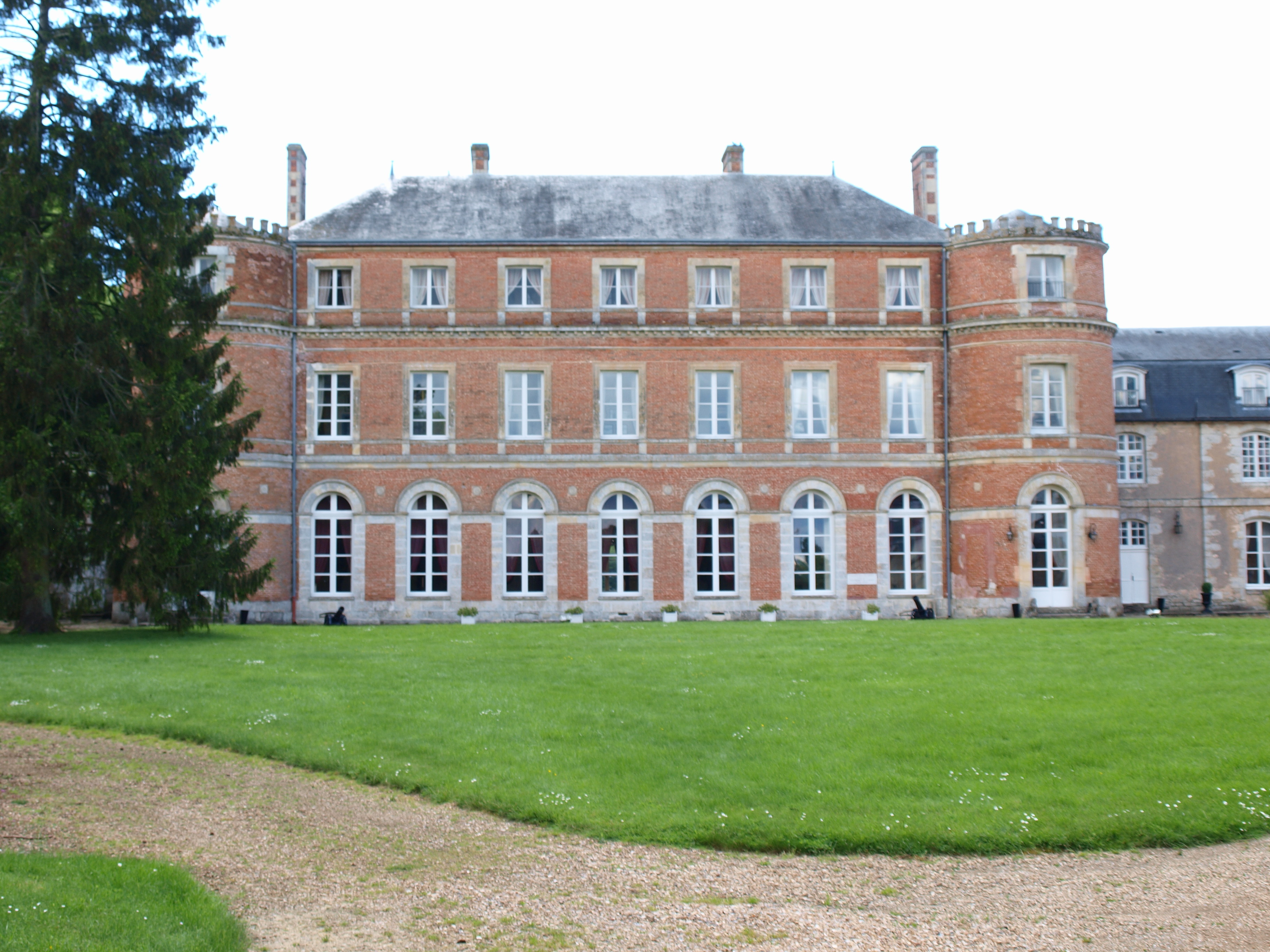
Schloss Denonville

## Persönlichkeiten
- Jacques-René de Brisay (1637–1710), Gouverneur von Neufrankreich